# 观音桥步行街
观音桥步行街，即观音桥都市旅游区，是重庆的一个商圈景区，于2003年4月开始建设，于2005年2月正式建成。观音桥步行街是江北区的核心商业区域，经常举办大型的展会和户外活动。

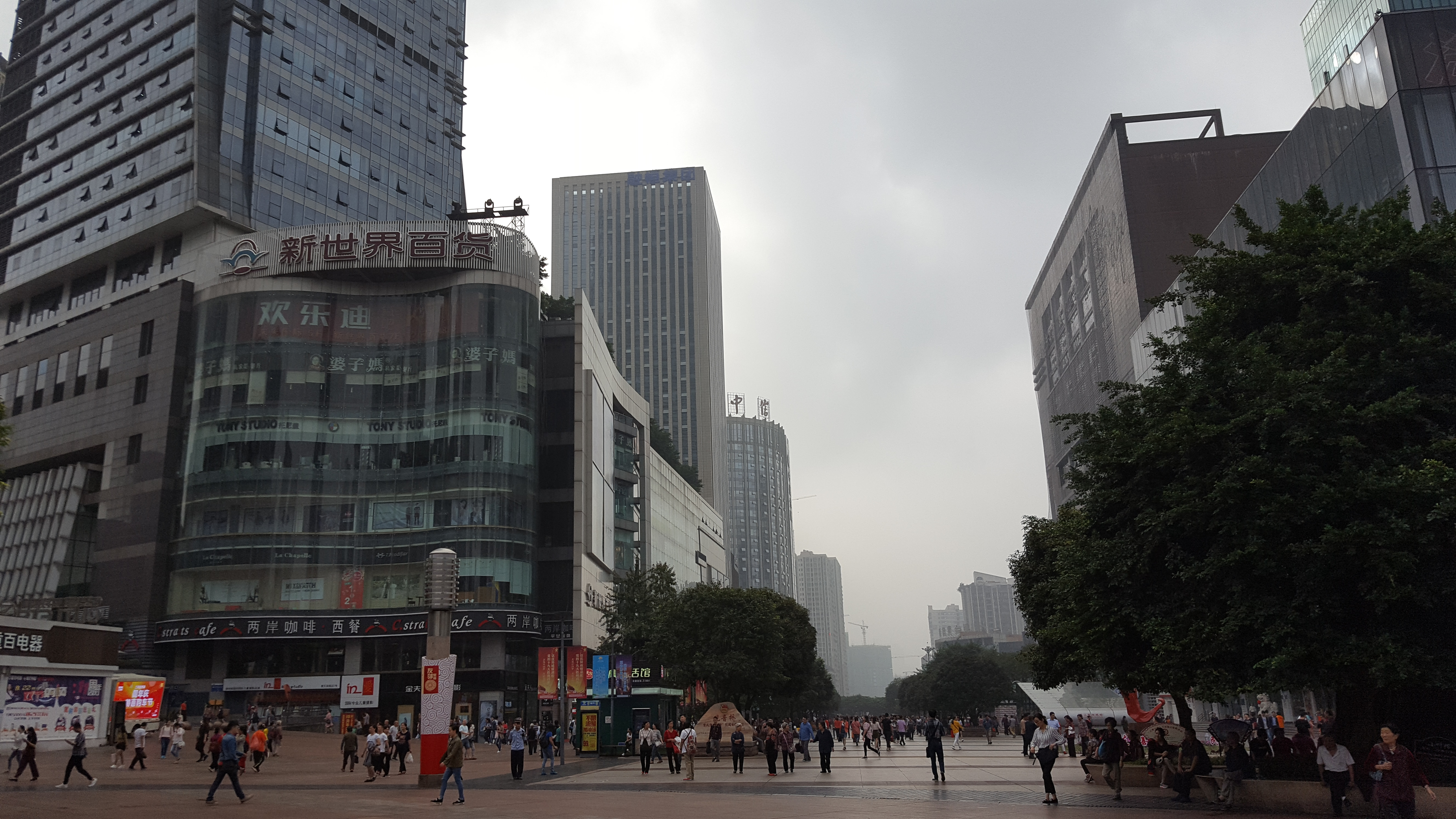
观音桥商圈

## 概述

嘉陵公园的音乐喷泉

观音桥地名源于清代此地有座观音庙，庙侧有两座石板桥，故名观音桥。
现步行街面积7万平方米，公共空间景观面积30万平方米。
嘉陵公园也位于观音桥都市旅游区内。